# Solana del Pino
Solana del Pino és un municipi de la província de Ciudad Real a la comunitat autònoma de Castella-La Manxa. Limita al N. amb Hinojosas i Mestanza, al S. amb Andújar (província de Jaén), i a l'O. amb Fuencaliente.

## Demografia
| Anys de cens de la població | 1826 | 1848 | 1887 | 1897 | 1950  | 1974  | 1998 | 2004 |
| Habitants del poble         | 513  | 396  | 933  | 897  | 2,219 | 1,473 | 565  | 442  |